# 趨同 (經濟學)
趋同（英語：convergence）概念（有时也称为追赶效应）在經濟學中是这样假设的：较贫穷经济体的人均收入往往比较富裕经济体以更快的速度增长。 在索洛-斯旺增长模型中，经济增长是由实物资本积累驱动的，直到达到人均资本的最佳水平，即“稳态”，即产出、消费和资本恒定。 该模型预测，当人均实物资本水平较低时，经济增长会更快，这通常被称为“追赶”增长。 因此所有经济体最终在人均收入方面应该趋同。 发展中国家有潜力以比发达国家更快的速度增长，因为回报递减（特别是资本）不如资本丰富的国家那么强烈。 此外较贫穷国家可以复制发达国家的生产方法、技术和制度。
在经济增长文献中，“趋同”一词有两种含义。 第一种（有时称为“{\displaystyle \sigma }收敛”）是指各个经济体收入水平离散度的减少。 另一方面，当贫穷经济体的增长速度快于富裕经济体时，就会出现“贝塔收敛”。 经济学家表示，当经济体经历“贝塔收敛”但条件是其他变量（即投资率和人口增长率）保持不变时，就会出现“有条件{\displaystyle \beta }收敛”。 他们说，当经济体的增长率随着接近稳定状态而下降时，就会出现“无条件{\displaystyle \beta }收敛”或“绝对{\displaystyle \beta }收敛”。 杰克·戈德斯通认为，“二十世纪，大分流在第一次世界大战前达到顶峰，一直持续到 20 世纪 70 年代初，然后经过二十年的不确定波动，在 80 年代末被大趋同所取代，成为主流。” 的第三世界国家的经济增长率明显高于大多数第一世界国家”，因此当前的趋同应被视为大分流的延续。